# Mircea Chiriac
Mircea Chiriac (n. 19 mai 1919, București – d. 1 decembrie 1994, București) a fost un compozitor român de muzică simfonică și profesor la Conservatorul „Ciprian Porumbescu”.

## Biografie
Mircea Chiriac a fost unul dintre compozitorii de frunte din generația sa. Este fiul compozitorului Constantin Chiriac,(1878-1963) și al Letiței (n. Peterșeanu),(1897-1977). Mircea a studiat la Conservatorul din București (1936-1945), cu Ion Nonna Otescu, Mihail Jora, Ionel Perlea, Constantin Brăiloiu (în particular și cu Theodor Rogalski și Alfred Alessandrescu). La început a lucrat ca redactor muzical, dirijor, cercetător de folclor. În 1962 a devenit cadru didactic universitar la catedra de armonie a Conservatorul din București.
Mircea Chiriac a fost licențiat și în drept (1943).
Consilier muzical la Radiodifuziunea Română (1941-1947); Director al Ansamblului CFR-Giulești (1948-1949); cercetător științific la Institutul de Folclor din București (1949-1953); consilier muzical al Ansamblului „Ciocârlia” din București (1950-1955); profesor la catedra de armonie a Conservatorul „Ciprian Porumbescu” (1962-1975). La vârsta de 56 de ani Mircea Chiriac a fost pensionat, deoarece a refuzat să devină membru de partid.
A susținut conferințe și a publicat diverse articole și studii în revistele Scînteia, Muzica, Flacăra.
Mircea Chiriac a compus și muzică de teatru și film. Două lozuri (1957), Râpa dracului (1957), D-ale carnavalului (1959), Telegrame (1960), Lumină de iulie (1963) sunt filme a căror muzică este semnată de compozitorul Chiriac.
Serenada pentru vioară și pian a fost compusă în anii de studenție (1937; când era în clasa profesorului Ion Nonna Otescu) pentru colega lui de bancă, Arșaluis Calaigian - viitoarea doamnă Elisabeta Chiriac. Elisabeta Chiriac a fost profesoară de pian la Conservatorul „Ciprian Porumbescu”. Mircea și Elisabeta Chiriac s-au căsătorit în 1946, iar în 1949 le-a venit pe lume unicul lor copil, viitoarea solistă de muzică ușoară Corina Chiriac. Serenada este cântată în prezent de majoritatea violoniștilor, mici și mari. La sfârșitul anilor '40, maestrul Ion Voicu a realizat prima înregistrare radio a acestei lucrări. 40 de ani mai târziu, fiica lor, Corina Chiriac, a realizat o variantă vocală a acestei serenade, în orchestrația autorului, exact în tonalitatea în care a fost compusă Serenanda.
Anii afirmării componistice, când a activat în calitate de cercetător la Institutul de Folclor, apoi consilier muzical al Ansamblului „Ciocârlia”, i-au întărit convingerile privitoare la valențele izvorului artistic popular, valorificat cu consecvență în opusurile sale, fără să le preia direct, printr-o prismă idolatrizatoare. Chiriac - gânditor al artei sunetelor, cu mari disponibilități în planul travaliului simfonic - a abordat sugestiile ethosului muzicii populare într-o manieră degajată, creatoare, personală, ce exclude nu numai viziunea idilică, dar în egală măsură exaltarea în fața citatului.
Amploarea activității componistice reiese din parcurgerea bogatei sale liste de lucrări simfonice, vocal-simfonice, concertante, de balete, muzică de cameră, muzică de film etc. Piesele de debut stau mărturie însușirii atente și profunde a științei componistice, a căutării unui stil propriu, stil care s-a conturat prin revelația posibilităților muzicii populare de a genera discursuri de mare originalitate și expresivitate. Raportul dintre gândirea autorului și materialul de sorginte folclorică (sau în spiritul folclorului) apare variat, de la rapsodii și suite până la baletele Iancu Jianu și Văpaia, de la piese instrumentale simple până la sonate și cvartete. Zeci de compoziții - majore în gen și substanță - se înșiruie de-a lungul anilor, mărturisind un univers tematic cuprinzător și o evoluție consecventă și firească întru fuziunea dintre idee și materializare sonoră. Enumerarea este lacunară, selecția riscantă; câteva titluri sunt cunoscute și recunoscute: Bucureștii de altădată, Sonatina pentru vioară și pian, Simfonieta, Concertele și divertismentul pentru orchestră de coarde, Simfonia de cameră, amintitele balete, Terra Daciae, Ars poetica, poemul simfonic Thalassa.
De la Serenada pentru vioară și pian (1937), în care elementul romantic domină autoritar, până la ultimele lucrări - Concert pentru orchestră, Simfonia de cameră -, mărturii ale asimilării elementelor de folclor în esența lor și într-o structură modernă, drumul său creator a fost mereu ascendent, trecând prin toate genurile.
Corina Chiriac a lansat (la 16 decembrie 2004) un dublu CD cu opera simfonică a tatălui său. Cele doua CD-uri sunt editate de Electrecord, întitulate Bucureștii de altădată și adună compozițiile lui Mircea Chiriac.

## Filmografie

### Muzică de film
- Două lozuri (1957)
- D-ale carnavalului (1959)
- Telegrame (1960)
- Lumină de iulie (1963)

## Premii și distincții
- Premiul Uniunii Compozitorilor și Muzicologilor din România (1953, 1972, 1974)
- Medalia muncii (1954)
- Premiul „George Enescu” al Academiei Române (1966)
- Ordinul Meritul Cultural, clasa a III-a (1969)
- Premiul II și III la cea de-a II-a ediție a Festivalului Național „Cântarea României” (1979)
- Premiul I la cea de-a III-a ediție a Festivalului Național „Cântarea României” (1981)